# Pont Vachon
Le pont Vachon est un pont routier reliant la ville de Laval à la ville de Boisbriand, en enjambant la rivière des Mille-Îles. 

## Situation et accès
Il dessert les régions administratives de Laval et des Laurentides.
Le pont est utilisé par l'autoroute 13. Il comporte six voies de circulation, soit trois par direction, lesquelles sont séparées par un muret central. Il est emprunté en moyenne par 92 000 véhicules par jour, soit environ 33,6 millions de véhicules par année.

## Origine du nom
À l'instar du pont Louis-Bisson, situé plus au sud, le pont a été nommé pour honorer des figures liée à l'aviation, les quatre frères Vachon, pionniers de l'aviation québécoise parfois surnommés The Flying Vachon's(Roméo, Irénée, Donat, Fernando) qui furent parmi les premiers francophones à travailler comme pilotes au Canada.

## Historique
Construit en 1972, il s'inscrit dans le développement autoroutier visant à relier île de Montréal à l'aéroport de Mirabel et son nom actuel a été officialisé en 1983. 